# Charpai

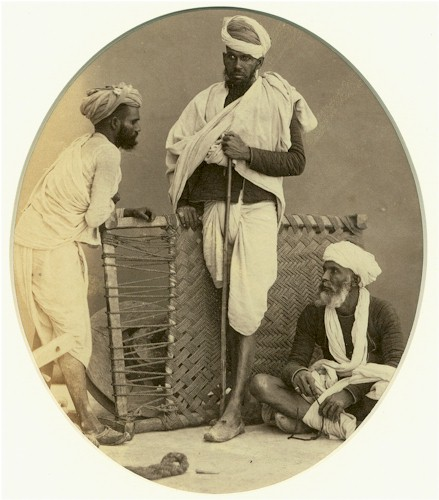
Hindusi pozujący z charpai, ok. 1862

Charpai - niskie łóżko, które zamiast materaca ma plecionkę, spotykane w Indiach. Często wystawione przed dom służy do spania na zewnątrz podczas upałów, ale w dzień bywa miejscem, gdzie siadają też goście.